# Manolis Kalomiris
Manolis Kalomiris (řecky Μανώλης Καλομοίρης; 14. prosince 1883 Smyrna – 3. dubna 1962 Athény) byl řecký hudební skladatel, zakladatel řecké národní školy v duchu romantismu.
Pocházel ze vzdělané měšťanské rodiny a navštěvoval střední školy v Athénách a Konstantinopoli. Pak studoval na vídeňské Universität für Musik und darstellende Kunst Wien u Hermanna Graedenera a Augusta Sturma. V roce 1906 se stal učitelem hudby v Charkově, od roku 1910 žil v Řecku. V roce 1919 založil v Athénách Řeckou konzervatoř, působil také jako generální inspektor vojenských kapel.
Složil pět oper, tři symfonie, komorní hudbu a písňové cykly. Jeho nejznámějším dílem je opera Mistr stavitel na motivy legendy o mostu v Artě. Jeho tvorbu ovlivnili především Richard Wagner a ruští skladatelé z okruhu Mocné hrstky. Vycházel z řecké lidové hudby a vymezoval se vůči starší generaci skladatelů z Jónské školy, kterým vytýkal závislost na italských vzorech. Významným zdrojem inspirace pro něj byla literatura, zhudebnil díla autorů jako byl Kostis Palamas, Nikos Kazantzakis a Dionysios Solomos. Byl také aktivní jako publicista a autor učebnic hudby, ve veřejném životě prosazoval lidový jazyk démotiké. V roce 1945 byl zvolen do Athénské akademie.
Byl předsedou Řeckého svazu skladatelů a ředitelem Řecké národní opery, spolupracoval i s athénským Národním divadlem. Jeho dcera Krino se stala koncertní pianistkou a hudební pedagožkou.